# 王中平
王中平（1967年6月30日—），本名韓志偉，屏東縣人，臺灣歌手、演員、主持人。
1992年9月，王中平推出第一张國語专辑《向天要一点爱》。1995年3月，王中平推出第一张个人台语专辑《空笑梦》。
2008年买了房子后，王中平逐渐爱上种树。

## 簡介記事
2018年11月13日，王中平參與家扶基金會舉辦的「2018台灣青少年選舉準備暨公共參與調查」記者會表示就讀松山高中的女兒昨天晚間突然對父母提出「想休學」的要求，讓兩人嚇到趕緊和她徹夜長談。

## 家庭
- 妻子余皓然，育有1子1女。
- 二弟韓志賢為音樂人兼PUB駐唱歌手。
- 三弟韓志堅為前歌手。
- 四弟韓志忠為音樂人兼PUB駐唱歌手。

## 音樂作品

### 音樂專輯
| 發行年月       | 專輯名稱           | 唱片公司              | 語言       | 曲目 |
| -------------- | ------------------ | --------------------- | ---------- | --- |
| 1992年9月      | 《向天要一點愛》   | 藍與白唱片            | 國語       | 曲目 1. 向天要一點愛 2. 當愛還來得及 3. 於是我痛哭一場 4. 越來越相信感覺 5. 天上小星星 6. 飛翔在自己的天堂 7. 終年下雨的地方 8. 沒有人知道的歌 9. 給我多一點時間 10. 向天要一點愛(演奏版) |
| 1993年5月      | 《天知道我愛你》   | 藍與白唱片            | 國語       | 曲目 1. 天知道我愛你 2. 我要頭也不回的走 3. 夢有多長有多遠 4. Sha La La的歌 5. 風與飛 6. 少了一邊的月亮 7. 第二個太陽 8. 為愛找個碼頭 9. 愛我所愛 10. 今夜最傷心的人                      |
| 1993年10月     | 《你要我等你多久》 | 藍與白唱片            | 國語       | 曲目 1. 你要我等你多久 2. 大地勇士 3. 心在說愛你 4. 專情 5. 愛如果能讓你這樣離開 6. 夢找到了家 7. 天意要我們分開 8. 越來越少這樣的朋友 9. 寂寞的腳步好忙 10. 你的名字伴我一生             |
| 1994年5月      | 《等你》           | 藍與白唱片            | 國語       | 曲目 1. 等你 2. 停停走走 3. 誰家的孩子 4. 把愛放下 5. 回家的路 6. 這一生愛過你 7. 夢裡飛走的人 8. 好夢難圓 9. 最愛的人 10. 停停走走                                                       |
| 1995年3月      | 《空笑夢》         | 藍與白唱片            | 台語       | 曲目 1. 空笑夢 2. 失落的黃昏 3. 完成咱的夢 4. 等你一句話 5. 若是到恆春 6. 目屎雨 7. 強欲飛上天 8. 愛過頭 9. 笑笑卡快活 10. 我不後悔                                                       |
| 1996年6月      | 《後悔》           | 藍與白唱片            | 國語       | 曲目 1. 後悔 2. 為愛苦一生 3. 情到深處無怨尤 4. 走遠路的人 5. 一千個纏綿 6. 一往情深 7. 滿街都是寂寞的朋友嗎 8. 把手交給你 9. 今生無悔 10. 情到深處無怨尤(吉他彈唱)                       |
| 1996年12月     | 《不甘寂寞》       | 藍與白唱片            | 國語       | 曲目 1. 愛的魔力 2. 不甘寂寞 3. 接受 4. 風乾的熱帶魚 5. 追逐 6. 問候 7. 你 8. 好男人也有壞心情 9. 遠方 10. 輕輕原諒我的錯                                                                 |
| 2004年1月      | 《笑情歌》         | 駿馬客工作室 華特音樂 | 台語       | 曲目 1. 笑情歌（民視親戚不計較片頭曲） 2. 想啥人怨啥人等啥人 3. 看破 4. 孤單攏是為了你 5. 王董 6. 等阮的春天 7. 窗外的雨 8. 攤頭之歌 9. 沙發 10. 感謝你                                   |
| 2005年7月      | 《我們的那一年》   | 駿馬客工作室 擎天娛樂 | 國語、台語 | 曲目 1. 天無閒 2. 我們的那一年 3. 因為你有我 4. 冠軍曲 5. 吻和淚 6. 遙控器 7. 淚的顏色 8. 糾纏一輩子 9. 時間的箭 10. 向天要一點愛 11. 蝌蚪的尾巴 12. 生命中那一刻滿意過                   |
| 2006年7月20日  | 《平凡的幸福》     | 麻辣唱片              | 台語       | 曲目 1. 你乎我感動的每一天 2. 夢到你 3. 作陣走 4. 放開的是我 5. 時間的手鍊 6. 明明知影 7. 青春換來一暝 8. 內心一句話 9. 態度 10. 傷心的人                                                 |
| 2008年9月      | 《大樹腳》         | 乾坤影視              | 台語       | 曲目 1. 大樹腳 2. 還是英雄 3. 阮哪會勘 4. 愛到最後 5. 冷風的暗眠 6. 情愛無完全 7. 我又何必擱再留戀 8. 離別的戀歌 9. 情義無底買 10. 紅地毯                                                 |
| 2009年12月     | 《無情雨》         | 乾坤影視              | 台語       | 曲目 1. 無情雨 2. 偷心 3. 愁夜夢 4. 起落人生 5. 氣魄 6. 英雄淚 7. 人生色彩 8. 無情做你愛別人 9. 愛妳呦 10. 祝福你啦                                                                       |
| 2010年7月      | 《將心比心》       | 乾坤影視              | 台語       | 曲目 1. 感情坎坷路 2. 將心比心 3. 愛的力量 4. 心軟 5. 目惆洗溫泉 6. 買心 7. 甘願 8. 多情人 9. 痛就哭出聲 10. 溫暖的厝內                                                                   |
| 2011年10月6日  | 《保重》           | 乾坤影視              | 台語       | 曲目 1. 你的傷是我的痛 2. 滿穗稻仔 3. 保重 (V.S韓志賢) 4. 愛情起大厝 5. 愛情銀行 6. 悔不當初 7. 蓋世英雄 8. 愛情是這回事 9. 退後 10. 人生心情                                             |
| 2012年1月      | 《蕃薯仔命》       | 乾坤影視              | 台語       | 曲目 1. 蕃薯仔命 2. 苦心 3. 老夫妻 4. 咱的戲棚腳 5. 打結 6. 無完全的愛 7. 何必再留戀 8. 紅地毯 9. 氣魄 10. 愛妳呦                                                                         |
| 2013年4月30日  | 《情義》           | 乾坤影視              | 台語       | 曲目 1. 情義(&陳茂豐) 2. 傷一工痛半冬 3. 愛．情戀 4. 唯一的愛 5. 無衫會寒 6. 同命 7. 鬥陣ㄟ 8. 一路打拼 9. 手中情 10. 福氣喲                                                              |
| 2014年2月15日  | 《緣份》           | 乾坤影視              | 台語       | 曲目 1. 你是阮今生的唯一(&甲子慧) 2. 早哪知 3. 輸甲贏(&陳茂豐) 4. 執迷不悟 5. 遇見．愛(&林雨葶)(國) 6. 愛情島(&林雨葶)(國) 7. 虧欠 8. 醒啦 9. 紅地毯 10. 打結                             |
| 2015年3月6日   | 《有你就足夠》     | 乾坤影視              | 國語       | 曲目 1. 有你就足夠(&余皓然) 2. 愛你的證據(&劉蕎溪) 3. 亮色人生(&林雨葶) 4. 在你身邊(&林雨葶) 5. 心浪 6. 騙了妳 7. 飛向藍天 8. 最美好的時光 9. 筷子 10. 謝謝你愛過我                       |
| 2017年7月14日  | 《真心真愛》       | 禧多影視              | 國語、台語 | 曲目 1. 真心真愛(&一綾) 2. 阿母的白頭鬃 3. 好好愛護妳 4. Mr.囧(國) 5. Why(國) 6. 葉落千回(國) 7. 望年(國) 8. 跟命運分個高下(國) 9. 甘輸贏 10. 後悔誤了時                                  |
| 2018年11月7日  | 《心痛無藥醫》     | 禧多影視              | 台語       | 曲目 1. 心痛無藥醫Feat.詹曼鈴 2. 目屎摻酒飲乎乾 3. 乎愛返來 4. 小人物 5. 大時代 6. 夢天涯 7. 心畏寒 8. 癡情傷 9. 寂寞路燈 10. 愛深情重                                                    |
| 2019年11月15日 | 《袂慣習》         | 禧多影視              | 台語       | 曲目 1. 袂慣習 2. 因為我牽著你的手 3. 莊腳囝仔的志氣 4. 魚甲水 Feat.邱芸子 5. 問天公伯 6. 今夜又是落雨暝 7. 拼出咱的天 Feat.周傑米&陳茂豐 8. 有情有義來作夥 9. 為你醉千年 10. Monica      |
| 2020年12月5日  | 《愛的tempo》      | 禧多影視              | 台語       | 曲目 1. 愛同心 2. 愛的Tempo Feat.一綾 3. 淡水戀情 4. 月夜情 5. 墾丁墾丁 6. 已經慣習 7. 腳踏實地好將來 8. 必巡的夢 9. 愛一半疼一半 10. 風雨會                                              |

### 單曲
| 年份         | 曲名           | 語言 | 出版             | 備註         |
| ------------ | -------------- | ---- | ---------------- | ------------ |
| 2020年9月4日 | 《世界上出名》 | 台語 | 屏東縣恆春鎮公所 | 恆春觀光歌曲 |

## 電視劇
| 年份   | 頻道                  | 劇名                         | 角色          |
| ------ | --------------------- | ---------------------------- | ------------- |
| 1995年 | 中視                  | 《今夜作夢也會笑》           | 梁感恩        |
| 1996年 | 超視二台              | 《生米熟飯》                 | 蔡正元        |
| 1997年 | 民視                  | 《嘉慶君遊台灣》             | 蔡添財/王明誠 |
| 1998年 | 民視                  | 《春天後母心》               | 李俊賢        |
| 1999年 | 民視                  | 《親戚不計較》               | 卓天送/韓志偉 |
| 2003年 | 民視                  | 《白賊七》-白賊七與傻女婿    | 王明土        |
| 1999年 | 中視                  | 《親親你是我的寶貝》         | 詹啟川        |
| 2000年 | 台視                  | 《神仙動員令》               | 秦看破        |
| 2001年 | 台視                  | 《春風》                     | 張皓平        |
| 2001年 | 民視                  | 《爸爸的私生女》             | 楊大海        |
| 2001年 | 民視                  | 《情義》                     | 樂師          |
| 2002年 | 八大第一台            | 《第一劇場－信使》           | 黃大茂        |
| 2006年 | 民視                  | 《黑貓大旅社》               | 林海          |
| 2006年 | 中視                  | 《星蘋果樂園》               | 曹大勤        |
| 2007年 | 大愛電視台            | 《歡喜有緣-後山土地公》      | 王成枝        |
| 2007年 | 華視                  | 《夢醒他鄉是故鄉》           | 小蘭的丈夫    |
| 2008年 | 三立台灣台            | 《鳥來伯與十三姨之幸福白馬里》 | 金大豐        |
| 2008年 | 廈門衛視              | 《一定愛幸福》               | 吳聰明        |
| 2009年 | 廈門衛視              | 《幸福好滋味》               | 老師          |
| 2009年 | 華視                  | 《紫玫瑰》                   | 王董          |
| 2011年 | 華視                  | 《溫柔的慈悲》               | 趙富祥/胡克勤 |
| 2012年 | 三立都會台/東森綜合台 | 《愛上巧克力》               | 司機          |
| 2012年 | 台視                  | 《女人花》                   | 陳世昌/邱易發 |
| 2012年 | 大愛電視台            | 《慈悲的滋味》               | 陳文德        |
| 2013年 | 民視/八大綜合台       | 《美人龍湯》                 | 老            |
| 2014年 | 華視                  | 《巷弄裡的那家書店》         | 李祖望        |
| 2016年 | 三立都會台/東森綜合台 | 《1989一念間》               | 進勤父        |
| 2017年 | 大愛電視台            | 《平凡很幸福》               | 翁敏次        |
| 2018年 | 中國大陸              | 《幸福的腳步》               | 林大冠        |
| 2020年 | 大愛電視台            | 《愛的路上我和你》           | 陳吉          |
| 2021年 | 民視                  | 《黃金歲月》                 | 李坤生        |
| 2023年 | 公視台語台/華視       | 《欺妻49天》                 | 所長          |
| 2025年 | 大愛電視台            | 《臥龍好歲月》               |               |

## MV
| 年份   | 歌手                 | 歌曲名稱         | 備註 |
| ------ | -------------------- | ---------------- | ---- |
| 2024年 | 動力火車 feat.玖壹壹 | 趁少年           |      |
| 2024年 | 戴愛玲               | 讓我成為你的翅膀 |      |

## 主持作品
| 年份 | 頻道             | 節目                                                               | 備註                               |
| ---- | ---------------- | ------------------------------------------------------------------ | ---------------------------------- |
|      | 中視             | 綜藝節目《黃金綜藝通》                                             | 主持人（與藍心湄、謝祖武合作主持） |
|      | 華視             | 綜藝節目《綜藝萬花筒》之猜謎單元〈各說各的〉（後改名〈各說各話〉） | 固定班底                           |
|      | 民視             | 綜藝節目《周五強百樂》                                             |                                    |
|      | 三立都會台       | 旅遊節目《超級大玩家》                                             |                                    |
|      | 傳訊電視大地頻道 | 旅遊節目《野食探險隊》                                             |                                    |

### 綜藝節目
| 年份           | 頻道                      | 節目名稱   | 角色 | 備註 |
| -------------- | ------------------------- | ---------- | ---- | ---- |
| 2022年11月26日 | 衛視中文台、台視、Netflix | 嗨！營業中 | 客人 |      |

## 獎項紀錄

### 金曲獎
| 年份   | 頒獎典禮    | 獎項           | 作品       | 結果 |
| 1996年 | 第7屆金曲獎 | 最佳年度歌曲獎 | 〈空笑夢〉 | 提名 |